# Velika nagrada Esterel Plaga
Velika nagrada Esterel Plaga je bila dirka za Veliko nagrado, ki je med letoma 1928 in 1931 potekala v francoskem mestu Saint-Raphaël. Po eno zmago so na dirki dosegli Louis Chiron, René Dreyfus in Philippe Étancelin, vsi z Bugattijem.

## Zmagovalci
| Leto | Zmagovalec         | Konstruktor | Dirkališče    | Poročilo |
| ---- | ------------------ | ----------- | ------------- | -------- |
| 1931 | Philippe Étancelin | Bugatti     | Saint-Raphaël | Poročilo |
| 1930 | René Dreyfus       | Bugatti     | Saint-Raphaël | Poročilo |
| 1928 | Louis Chiron       | Bugatti     | Saint-Raphaël | Poročilo |